# Tio Vânia

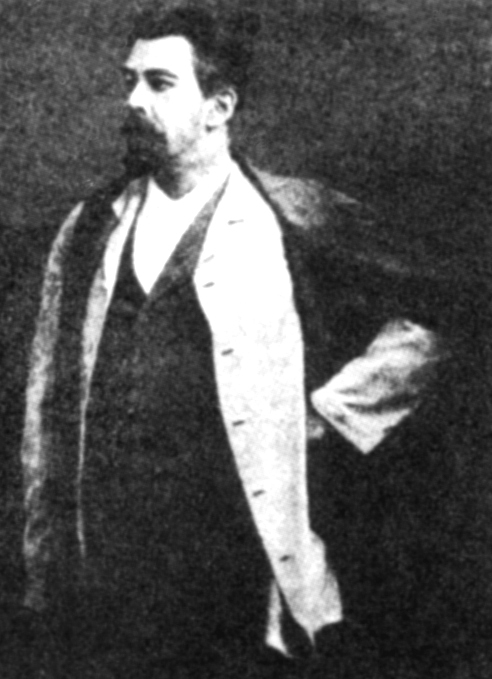
Constantin Stanislavski como Mikhail na produção de 1899 do Teatro de Arte de Moscou.

Tio Vânia (em russo: Дядя Ваня) é uma peça do dramaturgo e escritor russo Anton Tchécov. Sua primeira encenação foi feita em 1897 e sua primeira vez em Moscou foi em 1899 na produção do Teatro de Arte de Moscou, dirigida por Constantin Stanislavski.
Tio Vânia é uma obra única entre as grandes obras de Tchecov, porque ela é essencialmente uma extensa reconstrução de uma obra publicada na década anterior: O Demônio da Madeira. Elucidando mudanças específicas feitas por Tchecov durante o processo de revisão, estas incluem a redução dos personagens de duas dezenas a nove, a mudança do climático suicídio do Demônio da Madeira para o famoso, porém, frustrado homicídio de Tio Vânia e ainda a alteração do original final feliz para um mais problemático, críticos como Donald Rayfield, Richard Gilman e Eric Bentley acompanharam de perto o desenvolvimento do método teatral de Tchecov, durante a década de 1890.

## Personagens
- Aleksandr Vladimirovich Serebriakov (Александр Владимирович Серебряков) é um professor universitário aposentado, que vive há anos na cidade sobre os rendimentos da propriedade rural de sua falecida primeira esposa, gerenciada por Vânia e Sonia.
- Helena Andreievna Serebriakova (Елена Андреевна Серебрякова) é a segunda esposa de Aleksandr, tem 27 anos.
- Sofia Alexandrovna Serebriakova (Sonia) (Софья Александровна Серебрякова) é a filha do primeiro casamento de Aleksandr.
- Maria Vasilievna Voinitskaia (Мария Васильевна Войницкая) é a viúva de um vereador e a mãe de Vânia (e da falecida irmã de Vânia, a primeira esposa de Aleksandr).
- Ivan Petrovitch Voinitski (Tio Vânia) (Иван Петрович Войницкий) é filho de Maria e tio de Sonia, personagem-título da peça, tem 47 anos.
- Mikhail Lvovich Astrov (Михаил Львович Астров) é um médico de meia idade do interior, amante da natureza.
- Ilia Ilich Telegin (Илья Ильич Телегин) é um proprietário rural pobre, que agora vive na propriedade como um dependente da família.
- Marina Timofeevna (Марина Тимофеевна) é uma velha enfermeira.
- Um trabalhador

## Produções

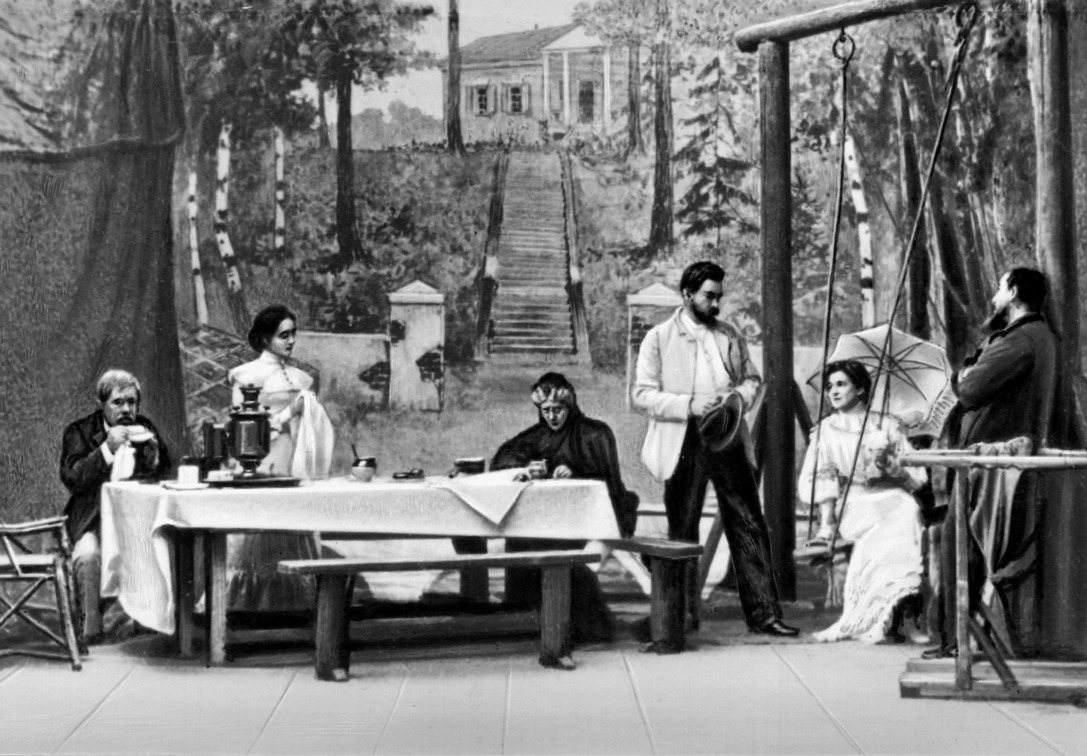
Cena do primeiro ato, Teatro de Arte de Moscou, 1889.

Embora houvesse tido pequenas tiragens da peça em teatros provínciais em 1898, a sua estreia metropolitana ocorreu apenas em 7 de novembro [26 de outubro c.j.] de 1899 no Teatro de Arte de Moscou. Constantin Stanislavski desempenhou o papel de Mikhail enquanto que a futura esposa de Tchecov Olga Knipper interpretou Helena. As primeiras críticas foram favoráveis, mas apontaram defeitos tanto na peça quanto na atuação. A medida que encenação e a atuação melhoraram após sucessivas performances, e o "público entendeu melhor o seu significado e seus tons de sentimento", as críticas foram melhores.
Outros atores que já apareceram em produções teatrais notáveis de Tio Vânia incluem Franchot Tone, Cate Blanchett, Jacki Weaver, Antony Sher, Ian McKellen, William Hurt, George C. Scott, Derek Jacobi e Trevor Eve. O elenco da célebre produção de 1963 de Laurence Olivier é discutido em Film and opera adaptations. A peça também foi adaptada com o nome de Querido Tio (Dear Uncle) pelo dramaturgo britânico Alan Ayckbourn, que escolheu como novo cenário o Lake District da década de 1930, esta adaptação estreou em julho de 2011 no Stephen Joseph Theatre.
A companhia The Reduced Shakespeare Company criou uma versão reduzida da peça em seu programa na rádio BBC, que contém somente três falas:

Are you Uncle Vanya? (É você tio Vânia?)
I am. (Sou eu)
[Sons de tiros]
Ouch! (Ai!)